# Bodianus perditio
 Bodianus perditio és una espècie de peix de la família dels làbrids i de l'ordre dels perciformes.

## Morfologia
Els mascles poden assolir els 80 cm de longitud total.

## Distribució geogràfica
Es troba des del sud d'Àfrica fins al sud d'Oceania i des de Taiwan fins al sud del Japó.